# Descente aux Enfers (registre des fêtes)
Pour les articles homonymes, voir Descente aux Enfers.
La Descente aux Enfers est une icône russe du XVe siècle actuellement dans les collections de la Galerie Tretiakov. Elle se trouvait parmi les cinq icônes du registre des fêtes de Gorodets.

## Description
Le Christ qui prend la main d'Adam est peint dans des vêtements ocres et dorés devant un fond rond. À sa droite se tiennent six prophètes. Le premier à droite tient un parchemin semi-inversé avec une inscription, ce sont des prophètes et philosophes païens qui ont prédit la Résurrection. À leurs pieds, Ève, agenouillée dans une maforii écarlate, adresse une prière au Christ. À gauche se tiennent le prophète Daniel, Jean le Baptiste, les rois David et Salomon. Au pied du Christ, s'entrouvre la crevasse noire de l'enfer. Les montagnes vert pâle et transparentes sont ombrées d'ocre rouge. Les rehauts blancs indiquent leurs rebords. Les formes sont légères, et les contours flexibles. Les traits du visage sont petits, subtils. L'ocre rose ressort sur des fonds olive. La couleur combine des nuances de vert, de rouge et de jaune pâle. On trouve des traces d'or sur les nimbes. 